# Eryngium lacustre
Eryngium lacustre är en flockblommig växtart som beskrevs av Johann Baptist Emanuel Pohl och Ignatz Urban. Eryngium lacustre ingår i släktet martornar, och familjen flockblommiga växter. Inga underarter finns listade i Catalogue of Life.